# Ted Reinhardt
Ted D. Reinhardt (* um 1952; † 4. März 2015 in Norfolk, Virginia) war ein US-amerikanischer Schlagzeuger, der in der Musikszene von Buffalo aktiv war.
Reinhardt schloss 1971 die Kenmore West High School ab und arbeitete in den folgenden Jahren mit verschiedenen Progressive Rock und Fusion-Bands. Ende der 1970er-Jahre spielte er bei Spyro Gyra, auf dessen Album Morning Dance (1979) er zu hören ist. Ferner war er Mitglied der Bands Gamalon (gleichnamiges Album 1987), Willie & the Reinhardts, Ron LoCurto & the Reinhardts und des Maelstrom Percussion Ensemble. Nach Tom Lord war er zwischen 1978 und 2003 an fünf Aufnahmesessions beteiligt, u. a. mit Ernie Watts (1989). Reinhardt wurde in die Buffalo Music Hall of Fame aufgenommen.
Reinhardt starb Anfang März 2015 im Alter von 62 Jahren bei einem Flugzeugabsturz im Botanischen Garten von Norfolk, als er mit Freunden von einem Florida-Urlaub zurückkehrte.